# Diskografie Dawida Podsiadły
Diskografie polského zpěváka Dawida Podsiadły se skládá z 2 studiových alb, 11 singlů a 12 videoklipů.

## Studiová alba
| Název                        | Detaily | Pozice v žebříčku | Prodeje         | Certifikace               |
| Název                        | Detaily | POL               | Prodeje         | Certifikace               |
| ---------------------------- | --- | ----------------- | --------------- | ------------------------- |
| Comfort and Happiness        | - Datum vydání: 28. květen 2013 - Vydavatel: Sony Music Entertainment Poland - Formát: CD, LP, digital download  | 1                 | - POL: 150 000+ | - POL: diamantová deska   |
| Annoyance and Disappointment | - Datum vydání: 6. listopad 2015 - Vydavatel: Sony Music Entertainment Poland - Formát: CD, LP, digital download | 1                 | - POL: 60 000+  | - POL: 2× platinová deska |

## Singly
| Rok  | Název | Umístění v žebříčku | Umístění v žebříčku | Umístění v žebříčku | Umístění v žebříčku | Umístění v žebříčku | Umístění v žebříčku | Umístění v žebříčku | Certifikace               | Album                            |
| Rok  | Název | POL                 | CZE                 | RMF                 | LP3                 | NRD                 | SLiP                | WiR                 | Certifikace               | Album                            |
| ---- | --- | ------------------- | ------------------- | ------------------- | ------------------- | ------------------- | ------------------- | ------------------- | ------------------------- | -------------------------------- |
| 2012 | „Tu i teraz” (& Tatiana Okupnik) | –                   | –                   | –                   | –                   | –                   | 47                  | –                   |                           | –                                |
| 2013 | „Trójkąty i kwadraty” | –                   | –                   | 3                   | 1                   | 2                   | 2                   | 3                   |                           | Comfort and Happiness            |
| 2013 | „Nieznajomy” | –                   | –                   | –                   | 1                   | 6                   | 1                   | –                   |                           | Comfort and Happiness            |
| 2013 | „Powiedz mi, że nie chcesz” | –                   | –                   | –                   | 15                  | –                   | –                   | 2                   |                           | Comfort and Happiness            |
| 2014 | „4:30” | –                   | –                   | –                   | 3                   | 2                   | 42                  | –                   |                           | Kamienie na szaniec (soundtrack) |
| 2014 | „No” | 3                   | 41                  | 1                   | 3                   | 6                   | 5                   | 1                   |                           | Comfort and Happiness            |
| 2014 | „Elektryczny” (Męskie Granie Orkiestra: Katarzyna Nosowska, Andrzej Smolik, Olaf Deriglasoff, Michał Sobolewski, Emade, Dawid Podsiadło a Monika Brodka) | –                   | –                   | –                   | 1                   | –                   | –                   | –                   |                           | Męskie Granie 2014               |
| 2015 | „W dobrą stronę” | 1                   | –                   | 1                   | 1                   | –                   | 2                   | –                   | - POL: 3× platinová deska | Annoyance and Disappointment     |
| 2016 | „Forest” | –                   | –                   | –                   | 3                   | –                   | 24                  | –                   |                           | Annoyance and Disappointment     |
| 2016 | „Pastempomat” | 46                  | –                   | –                   | 2                   | –                   | 14                  | –                   |                           | Annoyance and Disappointment     |
| 2016 | „Wataha” (Męskie Granie Orkiestra: O.S.T.R., Dawid Podsiadło, Tomasz Organek, Adam Staszewski, Robert Markiewicz a DJ Haem)                              | –                   | –                   | –                   | 1                   | –                   | –                   | –                   |                           | Męskie Granie 2016               |

### Jiné
| Album                                | Rok  | Skladba                                   | Ref.   |
| ------------------------------------ | ---- | ----------------------------------------- | ------ |
| Karolina Kozak – Homemade            | 2012 | hostující zpěv u skladby „Heart Pounding” | [ 14 ] |
| Męskie Granie (ruzní interpreti)     | 2014 | zpěv u skladby „Elektryczny”              | [ 15 ] |
| Kamienie na szaniec (soundtrack)     | 2014 | skladba „4:30”                            | [ 16 ] |
| Patrick The Pan – …niczym jak liśćmi | 2015 | hostující zpěv u skladby „Niedopowieści”  | [ 17 ] |

## Videoklip
| Rok  | Název | Řežie                  | Album                            | Ref.   |
| ---- | --- | ---------------------- | -------------------------------- | ------ |
| 2012 | „Tu i teraz” (& Tatiana Okupnik) | FlashForwardProduction | –                                | [ 18 ] |
| 2013 | „Trójkąty i kwadraty” | Jacek Kościuszko       | Comfort and Happiness            | [ 19 ] |
| 2013 | „Nieznajomy” | Jacek Kościuszko       | Comfort and Happiness            | [ 20 ] |
| 2013 | „Powiedz mi, że nie chcesz” | Dorota Piskor          | Comfort and Happiness            | [ 21 ] |
| 2014 | „4:30” | Dorota Piskor          | Kamienie na szaniec (soundtrack) | [ 22 ] |
| 2014 | „Elektryczny” (Męskie Granie Orkiestra: Katarzyna Nosowska, Andrzej Smolik, Olaf Deriglasoff, Michał Sobolewski, Emade, Dawid Podsiadło i Monika Brodka) | Kobas Laksa            | Męskie Granie 2014               | [ 23 ] |
| 2014 | „No” | Anna Maliszewska       | Comfort and Happiness            | [ 24 ] |
| 2014 | „No Part II” | Anna Maliszewska       | Comfort and Happiness            | [ 25 ] |
| 2015 | „W dobrą stronę” | Piotr Onopa            | Annoyance and Disappointment     | [ 26 ] |
| 2016 | „Forest” | Bartek Kaczmarek       | Annoyance and Disappointment     | [ 27 ] |
| 2016 | „Pastempomat” | Sebastian Pańczyk      | Annoyance and Disappointment     | [ 28 ] |
| 2016 | „Wataha” (Męskie Granie Orkiestra: O.S.T.R., Dawid Podsiadło, Tomasz Organek, Adam Staszewski, Robert Markiewicz i DJ Haem)                              | —                      | Męskie Granie 2016               | [ 29 ] |